# Unités de volontaires polonais au service de la France
Pour un article plus général, voir Unités de volontaires étrangers au service de la France.
Depuis le  XVIe siècle, la France et la Pologne entretiennent de bonnes relations. C'est ainsi qu'un fils du roi de France, Henri, fut élu roi de Pologne ; quant à Stanislas Leszczyński, il est le beau-père du roi Louis XV, à qui il lègue la Lorraine. Avec la création du Grand-duché de Varsovie et la mission militaire française en Pologne du général Weygand, des liens ont été tissés qui ont suscité la constitution d'unités polonaises, se mettant volontairement au service de la France.

## Guerres de la Révolution et de l'Empire

### Directoire et Consulat
C'est à la Révolution que les premiers volontaires polonais furent assez nombreux pour constituer une unité entière. C'est Jan Henryk Dąbrowski qui constitue la première légion de volontaires polonais en 1796, et la met au service de l'armée d'Italie commandée par le général Bonaparte. Elle est nommée pour cette raison légion italique.
En 1798, une seconde légion italique est constituée. Elles sont dissoutes quand la paix est signée avec l'empire d'Autriche.
En 1799, elles sont reconstituées sous le nom de légion italique et légion du Danube, puis intégrées à l'armée française en 1800, comme les 1re et 3e demi-brigades étrangères. Elles sont envoyées à Saint-Domingue, sous le nom de 113e et 114e demi-brigades.
Le nom de légion italique est donné par la suite à une unité de volontaires italiens au sein de l'armée de réserve de Dijon, mise sur pied par Napoléon Bonaparte en 1799. Cette légion est formée de patriotes italiens chassés par la réaction anti-jacobine qui fait suite à la défaite de Joubert à Novi.

### Premier Empire
Légion de la Vistule
Les unités de volontaires polonais forment en 1808 la légion de la Vistule, à trois régiments d'infanterie et un régiment de cavalerie, portée à quatre d'infanterie et deux de cavalerie en 1810. En 1811, les 1er et 2e régiments de chevaux-légers lanciers de la Vistule deviennent les 7e et 8e chevaux-légers français. La légion se distingue en Espagne, puis ses effectifs sont décimés en Russie, au point que les survivants sont rassemblés dans le seul régiment de la Vistule en 1813, qui est dissout en 1814.
Lanciers de la Garde impériale
Des formations polonaises intègrent la Garde impériale dont le 1er régiment de chevau-légers lanciers polonais de la Garde impériale.

## Seconde Guerre mondiale

### Résistance en France
Les soldats polonais présents en France au moment de l'armistice du 16 juin formèrent la P.O.W.N. (Polska Organizacja Walki o Niepodległość – Organisation polonaise de lutte pour l’indépendance), dont le nom signifie bien qu'il s'agit de continuer la lutte contre l'Allemagne pour la survie de la Pologne partout où l'on se trouve. Cette organisation sera connue sous l'appellation de Réseau Monika ou Monica.